# Rio Fărcădin
O Rio Fărcădin é um rio da Romênia, afluente do Galbena, localizado no distrito de Hunedoara.